# Kobudo
Okinava kobudo je ena izmed borilnih veščin, ki so se razvile na Japonskem otoku Okinava. 

## Orožja pri kobudu
Pri tej borilni veščini se uporabljajo različna orožja, kot so:
- Bo - ali palica
- Tunkuwa ali Tonfa
- Sai
- Nunchaku ali Sosetsukon
- Jo ali Džo
- Sansetsukon
- Nunti ali Manji-Sai
- Kama
- Eku
- Timbe ali Seiryuto
- Kue
- Surechin

## Pasovi pri kobudu
Kobudo ima pet barvastih pasov (rumen, oranžen, zelen, moder in rjav) in osem črnih pasov (zadnji je 8. dan). Za osvojitev 8. dana je potrebnno kobudo aktivno trenirati vsaj štirideset let.
Za napredovanje v naslednjo stopnjo je potrebno pridobiti tudi naslednja znanja:

### Rumeni pas
- Bo:
  - Hojoudo ichi
  - Bo kihon Ichi
  - Kumi bo ichi ali Bo kihon ichi kata kumiwaza

### Oranžni pas
- Bo:
  - Hojoundo ni
  - Bo kihon ni
  - Kumi bo ni ali Bo kihon ni kata kumiwaza
- Sai:
  - Hojoundo ichi
    - tudi vsa znanja predhodnega pasu

### Zeleni pas
- Bo:
  - Hojoundo san
- Sai:
  - Hojoundo ni
  - Sai kihon ichi
- Tonfa:
  - Hojoundo ichi
    - tudi vsa znanja predhodnega pasu

### Modri pas
- Bo:
  - Kumi bo san
- Sai:
  - Sai bunkaj kihon ichi
- Tonfa:
  - Tunkuwa kihon ichi
- Nunchaku:
  - Hojoundo ichi
    - tudi vsa znanja predhodnega pasu

### Rjavi pas
- Bo:
  - Shushi no kon
- Sai:
  - Matayoshi no sai dai ichi
- Tonfa:
  - Tunkuwa kihon ichi kata kumiwaza
- Nunchaku:
  - Hojoundo ni
    - tudi vsa znanja predhodnega pasu

### Črni pas - 1. dan (Yu Shikaku)
- Bo:
  - Choun no kon
  - Shushi no kon kata kumiwaza
- Sai:
  - Sai kihon ichi kata kumiwaza
- Tonfa:
  - Matayoshi no tunkuwa dai ich
- Nunchaku:
  - Nunchaku dai ichi
    - tudi vsa znanja predhodnega pasu

### Črni pas - 2. dan (Sho Shikaku)
Min. 3 leta po Yu Shikaku
- Bo:
  - Sakugawa no kon
  - Choun no kon kata kumiwaza
- Sai:
  - Hojoundo san
  - Matayoshi no sai dai ni (Sancho sai)
- Nunchaku:
  - Nunchaku dai ni
    - tudi vsa znanja predhodnega pasu

### Črni pas - 3. dan (Jun Shinan)
Min. 3 leta po Sho Shikaku
- Bo:
  - Chikinbo (tsuken no kon)
  - Sakugawa no kon kata kumiwaza
- Tonfa:
  - Matayoshi no tunkuwa dai ni
- Jo:
  - Jo jutsu
- Sansetsukon:
  - Hojoundo ichi
- Kata oyo:
  - SAI, TONFA ali NUNCHAKU
    - tudi vsa znanja predhodnega pasu

### Črni pas - 4. dan (Shinan)
Min. 4 leta po Jun Shinan
- Bo:
  - Shishi no kon
  - Chikinbo kata kumiwaza
- Sansetsukon:
  - Hakuho
- Nunti manji-sai:
  - Nunti kata
- Kama:
  - Hojoundo ichi (+ 2 enchainements)
- Kata oyo:
  - JO ali SANSETSUKON
    - tudi vsa znanja predhodnega pasu

### Črni pas - 5. dan (Jun Renshi)
Min. 5 let po Shinan
- Bo:
  - Shishi no kon kata kumiwaza
- Sai:
  - Chinbaru no sai
- Kama:
  - Kama nuti
- Eku:
  - Chikin hakachu no ekudi
- Timbe seiryuto:
  - Hojoundo ichi
- Kata oyo:
  - JO, EKU ali NUNTI
    - tudi vsa znanja predhodnega pasu

### Črni pas - 6. dan (Renshi)
Min. 6 let po Jun Renshi
- Timbe seiryuto:
  - Timbe no kata
- Eku:
  - Kue nuti
- Suruchin:
  - Suruchin no kata
- Ena kata po izbiri
- Kata oyo:
  - EKU, TIMBE ali KAMA
    - tudi vsa znanja predhodnega pasu

### Črni pas - 7. dan (Jun Kyoshi)
Min. 7 let po Renshi
- Kama z vrvjo:
  - Shimotsuki kama
- 2 KATI po izbiri med višjimi katami: KAMA, EKU, KUE
- TETCHO, TEKKO
- Kata oyo:
  - EKU, TIMBE ali KAMA
    - tudi vsa znanja predhodnega pasu

### Črni pas - 8. dan (Kyoshi)
Min. 8 let po Yun Kyoshi
- 1 KATA po izbiri
- ENTRETIEN SUR LE KOBUDO : historique, philosophie des arts martiaux, expériences personnelles.(entre 30 mn et 1 h) - besedilo je v francoščini, ki bi ga bilo potrebno prevesti
- Kata oyo:
  - JO, EKU ali NUNTI
    - tudi vsa znanja predhodnega pasu

## Klubi
Klubi v Sloveniji, kjer se poučuje kobudo.
- Karate klub Šiška Arhivirano 2006-02-09 na Wayback Machine.
- Društvo borilnih in duhovnih veščin Katana,Postojna